# Marc Emmers
Marc Emmers (25 de febrer de 1966) és un exfutbolista belga.

## Selecció de Bèlgica
Va formar part de l'equip belga a la Copa del Món de 1990. Fou jugador de FC Malines i Anderlecht.